# جسر سياة
جسر سياة (بالفارسية: پل سیاه) هو جسر تاريخي يعود إلى عصر الدولة البهلوية، ويقع في الأهواز.